# Tratado de Mapasingue
O Tratado de Mapasingue ou Tratado Franco-Castilla foi um tratado de fronteira entre o Equador e o Peru, assinado pelos representantes do presidente peruano Ramón Castilla e do autoproclamado Chefe Supremo equatoriano Guillermo Franco Herrera; Manuel Morales e Nicolás Estrada respectivamente. O tratado foi assinado no contexto da intervenção peruana no Equador de 1858-1860 e pôs fim à ocupação peruana de Guayaquil. 
Ramón Castilla havia iniciado uma invasão do Equador para forçar aquele país a desistir de sua intenção de atribuir terras disputadas na Amazônia aos credores ingleses (empréstimos concedidos para as lutas pela independência). Porém em 1859, o Equador padecia sob uma guerra civil com quatro governos sendo formados: um em Quito, chefiado por Gabriel García Moreno; outro em Guayaquil, com Guillermo Franco Herrera; um em Cuenca presidido por Jerónimo Carrión; e outro, de caráter federal, dirigido por Manuel Carrión, em Loja.
Castilla, vendo que não haveria avanços nas negociações com Gabriel García Moreno, iniciou diálogos com Guillermo Franco Herrera, ambos se encontrando em primeira instância no navio a vapor peruano Tumbes. Após vários acordos, um exército peruano composto por 5.000 homens desembarcou em território equatoriano e concordou em tomar as haciendas de Mapasingue, Tornero e Buijo em 8 de novembro de 1859. Finalmente, os representantes de Castilla e Franco assinaram o Tratado de Mapasingue em 25 de janeiro de 1860.
O tratado baseou-se na interpretação da real cédula de 1802, que separava a jurisdição dos territórios orientais da Presidência de Quito e a subordinava ao Vice-Reino do Peru. Nesta base, o tratado reconheceu a soberania peruana sobre as terras que o Equador pretendia ceder. Franco firmou o tratado com o presidente Castilla comprometendo-se em aceitar as aspirações expansionistas peruanas em troca de apoio em dinheiro, armas, homens e munições para a sua rebelião. Após a assinatura, Castilla regressou ao seu país, mas a guerra civil equatoriana prosseguiu. Com o apoio do ex-presidente e herói da independência, General Juan José Flores, o governo de Quito, presidido por Gabriel García Moreno, derrotou Franco e entrou em Guayaquil em 26 de setembro de 1860. Imediatamente, o tratado foi desprezado, pois havia foi assinado por um usurpador que não exercia o governo nacional, mas apenas uma ditadura local em Guayaquil.
No Peru, o Congresso peruano não reconheceu o tratado em 1863, pelas mesmas razões, pelo que nunca entrou em vigor.